# Vincenzo Panormo
Vincenzo Panormo (Monreale, 1734 – Londra, 1813) è stato un liutaio italiano, costruttore di ricercatissimi contrabbassi e violoncelli.

## Biografia

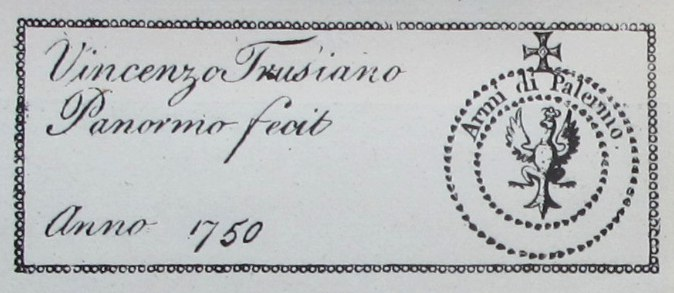
Marchio usato da Panormo per identificare i suoi violini

Iniziò giovanissimo a frequentare la bottega del liutaio  Bergonzi dove imparò presto a fabbricare strumenti musicali a corda. Imparata l'arte decise di trasferirsi in una grande città ed approdò a Parigi nel 1753 dove rimase quasi vent'anni. Nel 1772 si trasferì a Londra dove svolse gran parte della sua attività creativa e dove morì all'età di 79 anni. 
I suoi strumenti, in particolare contrabbassi e violoncelli, sono ritenuti fra i migliori strumenti antichi e molto ricercati dai virtuosi di tali strumenti, sia per la forma che per la purezza del suono prodotto. 
Un suo violoncello datato 1775 appartiene al violoncellista italiano Enrico Bronzi.
Un suo violino costruito per Giovanni Battista Viotti a Londra, è ora 
del violinista italiano Guido Rimonda.